# Andy Ashurst
Andy Ashurst (eigentlich Andrew John Ashurst; * 2. Januar 1965 in Manchester) ist ein ehemaliger britischer Stabhochspringer.
1986 siegte er für England startend bei den Commonwealth Games in Edinburgh. Bei den Olympischen Spielen 1988 in Seoul schied er in der Qualifikation ohne gültigen Versuch aus.
1994 wurde er bei den Commonwealth Games in Victoria Sechster.
Einmal wurde er Englischer Meister im Freien (1994) und viermal in der Halle (1986, 1988–1990). Außerdem wurde er fünfmal Britischer Meister (1985, 1986, 1988, 1990, 1991).

## Bestleistungen
- Stabhochsprung: 5,40 m, 19. Juni 1988, Portsmouth
  - Halle: 5,45 m, 16. Februar 1992, Birmingham